# Trường Trung học phổ thông Võ Thị Sáu, Thành phố Hồ Chí Minh
Trường Trung học phổ thông Võ Thị Sáu, Thành phố Hồ Chí Minh là một trường trung học phổ thông công lập tại quận Bình Thạnh, Thành phố Hồ Chí Minh. Trường được thành lập năm 1957 với tên nguyên thủy là Trường Trung học Trương Tấn Bửu và từ năm 1960 là Trường Nữ Trung học Lê Văn Duyệt.

## Lịch sử

### Thời Việt Nam Cộng hòa
Trường được thành lập năm 1957, nguyên thủy mang tên Trung học Trương Tấn Bửu nằm trong khuôn viên của Trường Tiểu học Nam tỉnh lỵ, nay là trường Trung học cơ sở Lê Văn Tám. Ban đầu trường có ba lớp đệ thất gồm cả nữ sinh và nam sinh.
Năm 1959 trường vẫn nằm tại vị trí trên nhưng tách nam sinh ra học tại Trường Nam trung học Hồ Ngọc Cẩn (nay trở thành mặt bằng của Trường Tiểu học Nguyễn Đình Chiểu), còn nữ sinh có 6 lớp vẫn học tại trường.
Năm 1960, trường được xây dựng mới trên một diện tích rộng lớn vốn là đầm lầy, dời về số 95 Lê Văn Duyệt và đổi tên thành Trường Nữ Trung học Lê Văn Duyệt, vừa có cấp II và cấp III, với đồng phục áo trắng. Tên trường được đặt theo tên đường Lê Văn Duyệt mà sau 1975 bị cải danh thành đường Đinh Tiên Hoàng, đã phục danh vào năm 2019.
Trong những năm chiến tranh, nữ sinh trường Lê Văn Duyệt đã tham gia vào phong trào học sinh sinh viên chống lại chính thể Việt Nam Cộng hòa. Trong giai đoạn này, trường có các chiến sĩ theo phe Quân Giải phóng miền Nam Việt Nam như Phạm Thị Thu Vân, Đào Thị Hạnh, Cao Thị Tuyết Hoa đã tham gia sự kiện Tết Mậu Thân năm 1968.

### Sau năm 1975
Sau khi Việt Nam thống nhất, trường được đổi tên thành Trường cấp III Võ Thị Sáu. Năm học 1978 – 1979, trường giải thể cấp II, thu nhận cả nam sinh và nữ sinh, trở thành Trường Trung học Phổ thông Võ Thị Sáu.
Từ 1975 – 1999 trường có 16 phòng học, một số phòng chức năng, lúc nhiều học sinh nhất có 37 lớp cả ba khối. Các thế hệ hiệu trưởng từng gắn bó với trường như bà Trần Hoàng Mai, Hồ Thị Liên An, Nguyễn Thị Thanh Tâm, Nguyễn Thị Yến Thu, Lâm Túy Bích. Trong hơn 20 năm, các cán bộ, giáo viên, công nhân viên nhà trường đã nỗ lực phấn đấu để dạy tốt, học tốt, giữ gìn trật tự kỷ cương và xây dựng được một tập thể sư phạm đoàn kết nhất trí cao, đào tạo được biết bao thế hệ học sinh đóng góp một phần không nhỏ vào công cuộc xây dựng và bảo vệ Tổ quốc.
Năm 2013, trường được UBND Thành phố Hồ Chí Minh trao giấy chứng nhận kiểm định chất lượng đạt cấp độ 3 (cấp độ cao nhất). Ngày 15 tháng 8 năm 2015, trường được nhận Huân chương Lao động hạng III.

## Cơ sở vật chất
Trường rộng hơn 5000 m² và 100% phòng học được trang bị máy tính, máy chiếu, máy lạnh, thiết bị âm thanh... và phủ sóng wifi toàn trường.
Năm học 2014-2015, toàn trường có 2.424 học sinh, trong đó 541 em đạt HS giỏi; 26 em đạt giải cấp thành phố, 26 em đạt HS giỏi Olympic các tỉnh phía Nam; 15 huy chương Hội khỏe Phù Đổng cấp thành phố...

## Câu lạc bộ
1. Câu lạc bộ Vật Lý - Sáng tạo: thuộc tổ Vật Lý và Đoàn trường THPT Võ Thị Sáu, thành lập ngày 1/1/2012. Tên Tiếng Anh: "Vothisauhighschool Physics – Creativity Club". Viết tắt là: VPCC. Chủ nhiệm là thầy Nguyễn Trung Hiếu.[4] Đây là CLB học thuật, thành lập với mục đích để chiêu mộ các bạn học sinh trong trường yêu thích đam mê bộ môn vật lý có một sân chơi bổ ích và dành cho những bạn chưa giỏi môn vật lý nhưng có khát khao học tập tốt môn học này. CLB hoạt động trên 3 lĩnh vực chính:
  - Nhóm Vật Lý Phổ Thông: giúp thành viên nắm vững kiến thức phổ thông trong SGK, ngoài ra còn chuyên lý thuyết và thực hành các bài tập nâng cao, đáp ứng nhu cầu sở thích học tập tốt môn vật lý.
  - Nhóm Thiên Văn Học: đây là một môn khoa học mới nhưng lý thuyết môn học này rất lý thú. Thành viên tham gia có thể vừa được học tập lý thuyết vừa được thực hành chế tạo Kính Thiên Văn, quan sát thiên văn bằng kính trong các sự kiện được tổ chức tại trường.
  - Nhóm Tên Lửa Nước: đây là một trò chơi mới, áp dụng lý thuyết vật lý để thực hành chế tạo TLN. Nhóm dành cho các bạn thành viên giỏi chế tạo, đòi hỏi phải có sự sáng tạo và kiên nhẫn học hỏi. Ngoài ra phát triển thành một nhóm để thi đấu TLN giữa các trường được tổ chức hàng năm.
2. Câu lạc bộ Guitar: Được thành lập ngày 26/10/2012 do cô Hồ Hằng, giáo viên Giáo dục Quốc phòng phụ trách. Câu lạc bộ là nơi các bạn học sinh được cùng nhau thỏa mãn đam mê âm nhạc sau mỗi tuần học tập căng thẳng. Câu lạc bộ ra đời với mong muốn nâng cao nhận thức tầm quan trọng về âm nhạc trong đời sống tinh thần của các thành viên, khuyến khích các bạn theo đuổi đam mê, truyền đạt những kiến thức về tư duy âm nhạc, cách xây dựng bài hát và kiểm soát giọng hát. Đồng thời tạo cơ hội rèn luyện kỹ năng teamwork hỗ trợ định hướng kiến thức truyền thông cho các bạn học sinh.  Hằng năm Câu lạc bộ luôn tổ chức buổi biểu diễn nghệ thuật để tổng kết quá trình rèn luyện và phát triển của các thành viên. Điều cốt lõi mà Câu lạc bộ hướng tới đó là biến cảm xúc thành âm nhạc và đưa âm nhạc của chính mình đến với mọi người xung quanh.
3. Câu lạc bộ Truyền thông THPT Võ Thị Sáu - V6M
4. Câu lạc bộ Mắt Bão
5. Câu lạc bộ Nhiếp Ảnh
6. Câu lạc bộ Mỹ thuật
7. Câu lạc bộ V.CREW
8. Câu lạc bộ Truyền Thông
9. Câu lạc bộ sáng mắt ra
10. Câu lạc bộ Tiếng Anh
11. Câu lạc bộ Hoá Học
12. Câu lạc bộ Bóng Rổ

## Danh sách hiệu trưởng
- cô Trần Hoàng Mai
- cô Hồ Thị Liên An
- cô Nguyễn Thị Thanh Tâm
- cô Nguyễn Thị Yến Thu
- cô Lâm Túy Bích
- thầy Ngô Huynh
- thầy Lê Văn Phước
- thầy Nguyễn Văn Thành
- thầy Trịnh Hoàng Quân

## Cựu học sinh nổi bật
- Danh ca Thanh Tuyền
- Danh ca Sơn Ca
- Ca sĩ Miu Lê
- Ca sĩ Đào Bá Lộc
- Hoa hậu Nguyễn Thị Ngọc Khánh
- Diễn viên Thanh Trúc
- Lý Thị Xuân Mai: Miss Teen 2009
- Trần My